# Maryanne Trump
Maryanne Trump (Nueva York, 5 de abril de 1937-13 de noviembre de 2023) fue una abogada y juez estadounidense, hermana mayor del 45.º y 47.° presidente de los Estados Unidos de América, Donald Trump.

## Biografía
Nació el 5 de abril de 1937 en Queens, Nueva York, siendo la primera hija del empresario Fred Trump y de Mary Anne Macleod. Tuvo cuatro hermanos: Fred, Elizabeth, Robert y Donald.
Trabajó para la Fiscalía de los Estados Unidos, el entonces presidente Ronald Reagan, quien la nombró miembro del Tribunal de Distrito de los Estados Unidos para el Distrito de Nueva Jersey en 1983. Posteriormente fue nombrada miembro del Tribunal de Apelaciones de los Estados Unidos para el Tercer Circuito en Filadelfia en 1999 por el expresidente Bill Clinton, se retiró en 2019.
Contrajo matrimonio con William Desmond de quien se divorció en 1980 y en 1982 con John Joseph Barry, que falleció en 2000.
Pertenecienete a la religión católica. De su primer matrimonio tiene un hijo que es psicólogo.
Falleció el 13 de noviembre de 2023 a los 86 años, tenía cáncer y fue localizada inconsciente en su hogar de la Quinta Avenida.

## Críticas privadas a Donald Trump
Barry hizo pocas declaraciones públicas sobre su hermano menor Donald Trump durante su presidencia. En agosto de 2020, su sobrina Mary L. Trump reveló que había grabado en audio subrepticiamente 15 horas de conversaciones con Barry en 2018 y 2019. En esas conversaciones grabadas, ella criticó duramente a su hermano. Mary publicó públicamente varias transcripciones y extractos de audio de las conversaciones, incluido contenido que no apareció anteriormente en su libro de 2020 Too Much and Never Enough.
En las grabaciones, Barry dijo de su hermano: "Todo lo que quiere hacer es apelar a su base. No tiene principios. Ninguno. Su maldito tuiteo y mentiras... oh Dios mío.... Estoy hablando demasiado libremente, pero ya sabes. El cambio en historias. La falta de preparación. Las mentiras. Mierda. [...] Es la falsedad en todo. Es la falsedad y es la crueldad. Donald es cruel". Añadió que él no leía libros y que alguien hizo el examen de ingreso a la universidad en su lugar. En las grabaciones, Barry también criticó la política de separación familiar de su hermano y las quiebras de sus empresas, añadiendo que "no se puede confiar en él".

## Premios
En 2004, la jueza de la Corte Suprema Sandra Day O'Connor le entregó a Barry un premio que lleva el nombre de O'Connor y que la Facultad de Derecho de la Universidad Seton Hall otorga a las mujeres que se destacan en el derecho y el servicio público.